# Белая, Мария Стефановна
Мария Стефановна Белая (1 [14] мая 1912, Новопокровская, Кавказский отдел, Кубанская область, Российская империя — 18 октября 1993, Кубанский, Краснодарский край) — передовик советского сельского хозяйства, звеньевая зернового совхоза «Кубанский» Министерства совхозов СССР, Новопокровский район Краснодарского края, Герой Социалистического Труда (1949).

## Биография
Родилась в 1912 году в станице Новопокровская, ныне Краснодарского края в крестьянской русской семье.
В 10 лет начала трудиться на полях местных хозяйств. С 1929 года стала работать в полеводческой бригаде местного Кубанского зерносовхоза. В Великую Отечественную войну находилась на оккупированной территории. После освобождения станицы продолжила работать в сельском хозяйстве. В 1946 году была назначена звеньевой зерносовхоза. По итогам работы в 1948 году её звено получило высокий урожай зерновых. На площади 20 гектаров было получено по 32,1 центнер пшеницы с гектара.
«За получение высоких урожаев пшеницы в 1948 году», указом Президиума Верховного Совета СССР от 11 мая 1949 года Марии Стефановне Белой было присвоено звание Героя Социалистического Труда с вручением ордена Ленина и медали «Серп и Молот».
Продолжала и дальше трудиться в сельском хозяйстве до выхода на заслуженный отдых.
Проживала в посёлке Кубанском Новопокровского района. Умерла в 1991 году.

## Награды
За трудовые успехи была удостоена:
- золотая звезда «Серп и Молот» (11.05.1949);
- орден Ленина (11.05.1949);
- Медаль «В ознаменование 100-летия со дня рождения Владимира Ильича Ленина»
- Медаль «Ветеран труда»
- другие медали.